# Stephen Weeks
Stephen Weeks, né en 1948 dans le Hampshire, est un réalisateur, scénariste et producteur de cinéma britannique. Il commence à réaliser des courts métrages à l'âge de 16 ans et réalise son premier long métrage à l'âge de 22 ans avec le film d'épouvante fantastique Je suis un monstre, inspiré de L'Étrange Cas du docteur Jekyll et de M. Hyde,.

## Filmographie
- 1965 : Deserted Station (court métrage)
- 1965 : The Camp (court métrage)
- 1965 : Owen's War (court métrage)
- 1967 : Moods of a Victorian Church (court métrage)
- 1968 : Two at Thursday (court métrage)
- 1969 : Flesh (court métrage)
- 1970 : 1917 (court métrage)
- 1971 : Je suis un monstre (I, Monster)
- 1973 : Gawain et le Chevalier vert (Gawain and the Green Knight)
- 1974 : Histoire de fantômes (Ghost Story)
- 1976 : Scars (téléfilm)
- 1983 : L'Épée du vaillant (Sword of the Valiant: The Legend of Sir Gawain and the Green Knight)
- 1984 : The Bengal Lancers! (film resté inachevé)